# Lev Pontriaguin
Lev Semiónovich Pontriaguin ,(en ruso: Лев Семёнович Понтрягин; 3 de septiembre de 1908-3 de mayo de 1988) fue un matemático soviético. Nació en Moscú y perdió la vista debido a una explosión de un hornillo cuando tenía 14 años. A pesar de su ceguera fue capaz de convertirse en uno de los más grandes matemáticos del siglo XX, en parte con la ayuda de su madre, Tatyana Andréievna que le leía libros de matemáticas y artículos (en particular los de Heinz Hopf, JHC Whitehead y Hassler Whitney) para él. Realizó importantes descubrimientos y aportes en diversas áreas de las matemáticas, incluyendo la topología algebraica y la topología diferencial.

## Trabajo
Lev Pontriaguin trabajó en la teoría de la dualidad para la homología, siendo aún estudiante. Luego pasó a sentar las bases para la teoría abstracta de la transformada de Fourier, que ahora se llama la dualidad de Pontriaguin. En topología, se planteó el problema básico de la teoría del cobordismo. Esto condujo a la introducción alrededor de 1940 de una teoría de ciertas clases características, ahora llamadas clases de Pontriaguin, destinadas a desaparecer en un colector que es un límite . En 1942 se introdujeron las operaciones de cohomología, ahora llamadas cuadrados Pontriaguin . Por otra parte, en la teoría del operador hay casos concretos de espacios Krein llamados espacios de Pontriaguin.
Más adelante en su carrera trabajó en la teoría del control óptimo . Su principio del máximo es fundamental para la teoría moderna de la optimización. También introdujo allí la idea de un principio bang-bang, para describir situaciones en las que sea el máximo 'buey' se debe aplicar a un sistema, o ninguno.
Pontriaguin es autor de varias monografías influyentes, así como de los libros de texto populares en matemáticas. El hecho de que Pontriaguin era legalmente ciego desde la edad de 14 años, subraya aún más sus logros científicos.
Los estudiantes de Lev Pontriaguin incluyen Dmitri Anósov, Vladímir Boltianski, Revaz Gamkrelidze, Yevgueni Míschenko, Mijaíl Póstnikov, Vladímir Rojlin y Mijaíl Zelikin. Influyó sobre sus trabajos científicos, el notable especialista sobre oscilaciones soviético, Aleksandr Andrónov, con quien mantuvo profunda amistad

### Publicaciones en español
- Ecuaciones diferenciales ordinarias. Aguilar S.A. de Ediciones, Madrid, 1973 ISBN 84-03-20230-X
- Grupos continuos. Editorial Mir, Moscú, 1978; traducción del ruso por Carlos Vega.
- Generalización de los números ( números complejos, cuaterniones hasta cuerpos algebraicos topológicos)
- Análisis infinitesimal ISBN 978-5-396-00150-3
- Método de coordenadas.
- Álgebra.